# Francisco Comín Comín
Francisco Comín Comín (Obón, província de Terol, 1952) És un economista I historiador de l'economia espanyol, catedràtic d'Història i Institucions Econòmiques a la Universitat d'Alcalá des de 1990 i Premio Nacional de Historia el mateix any.

## Biografia

Universitat d'Alcalá.

Nascut en la localitat terolenca d'Obón, es va llicenciar en Ciències Econòmiques s la Universitat Complutense de Madrid en 1976, i es va doctorar en 1987 en Economia per la Universitat d'Alcalá. Ha ensenyat història econòmica en diverses universitats: Universitat Complutense (1978-1982), Universitat de Valladolid (1982-1984) i Universitat d'Alcalá (1984-1987). En 1988 es converteix en professor titular de la Universitat d'Alcalá, on és catedràtic des de 1990.
Com a investigador ha desenvolupat la seva carrera a les diferents universitats on ha exercit com a docent, així com al Banc d'Espanya, la Fundació Empresa Pública i l'Institut d'Estudis Fiscals. La seva activitat investigadora s'ha centrat en l'estudi de la Hisenda Pública en l'època contemporània.

## Obres
- Fuentes cuantitativas para el estudio sector público en España.  - Ministerio de Economía y Hacienda. Centro de Publicaciones, (1985)
- Hacienda y economía en la España contemporánea (1800-1936).[3] - Ministerio de Economía y Hacienda. Centro de Publicaciones, (1989). Premio Nacional de Historia.
- Cuentas de la hacienda preliberal en España (1800-1855)  - Banco de España, (1990)
- Historia de la empresa pública en España - Espasa-Calpe, S.A., (1991)
- Historia de la hacienda pública I: Europa - Editorial Crítica, (1996)
- Historia de la hacienda pública II: España (1808-1995)  - Editorial Crítica, (1997)
- 150 años de historia de los ferrocarriles españoles Fundación de los Ferrocarriles Españoles y Grupo Anaya, Madrid - (1998)[nota 1]
- Tabacalera y el estanco del tabaco en España, (1636-1998) - Tabapress, S.A., (1999)
- La compañía arrendataria de tabacos: la evolución del monopolio entre 1936-1945  - FUNDACIÓN SEPI, (1999)
- Alejandro Mon y Menéndez (1801-1882). Pensamiento y reforma de la Hacienda - Instituto de Estudios Fiscales, (2002)
- La Hacienda desde sus ministros: del 98 a la Guerra Civil - Onyx 21 Editorial, (2003)
- Historia económica de España. Siglos X-XX (editor, con M.Hernández y E.LLopis) - Editorial Crítica, (2002)
- La empresa pública en Europa - Editorial Síntesis, S.A., (2004)
- Historia económica Mundial. Siglos X-XX (editor, con M.Hernández y E.LLopis) - Editorial Crítica, (2005)
- Historia de la cooperación entre cajas: la confederación española de cajas de ahorro - Alianza Editorial, S.A., (2008)
- Historia económica mundial. De los orígenes a la actualidad - Alianza Editorial, S.A., (2011)
- Crisis económicas en España. 1300-2012. Lecciones de la Historia (editor, con M.Hernández) - Alianza Editorial, (2013)

## Premis
- Premio Nacional de Historia en 1990.
- Premi a la investigació del Ministeri d'Hisenda 2002.